# Aderus theresoe
Aderus theresoe es una especie de coleóptero de la familia Aderidae. Fue descrita científicamente por Maurice Pic en 1900.

## Distribución geográfica
Habita en Sumatra (Indonesia).